# Montebello (Québec)
Montebello ist eine Gemeinde (französisch municipalité) im Süden der kanadischen Provinz Québec mit 983 Einwohnern (Stand: 2016). 2011 betrug die Einwohnerzahl 978. Sie liegt etwa 50 km östlich von Gatineau in der municipalité régionale de comté Papineau.
Im Château Montebello, einem Hotel, logierten im Jahr 1981 die Teilnehmer des G7-Gipfels von Ottawa sowie im Jahr 1983 die Teilnehmer der Bilderberg-Konferenz.

## Söhne und Töchter der Stadt
- Louis-Joseph Papineau (1786–1871), kanadischer Politiker